# Vincent Hinostroza
Pour les articles homonymes, voir Hinostroza.
Vincent Hinostroza, surnommé Vince ou Vinnie (né le 3 avril 1994 à Chicago dans l'État d'Illinois aux États-Unis), est un joueur professionnel américain de hockey sur glace. Il évolue au poste d'attaquant.

## Biographie
Alors qu'il évoluait dans les rangs juniors pour les Black Hawks de Waterloo, il est repêché par les Blackhawks de Chicago au 169e rang, au sixième tour du repêchage d'entrée dans la LNH 2012. 
Il rejoint en 2013 les Fighting Irish de l'Université Notre-Dame-du-Lac et joue deux saisons avec l'équipe universitaire avant de rejoindre les rangs professionnels vers la fin de la saison 2014-2015 ; il rejoint alors les IceHogs de Rockford, club-école des Blackhawks évoluant dans la Ligue américaine de hockey. 
Il fait ses débuts dans la LNH avec les Blackhawks durant la saison 2015-2016, jouant 7 parties sans point, et le reste du temps dans la LAH avec les IceHogs.
Le 12 juillet 2018, il est échangé aux Coyotes de l'Arizona en compagnie du contrat de Marian Hossa, du défenseur Jordan Oesterle et d'un choix de 3e ronde en 2019 en retour de Marcus Kruger, Mackenzie Entwistle, Jordan Maletta, Andrew Campbell et d'un choix de 5e ronde en 2019.
Après 2 saisons avec les Coyotes, il ne reçoit pas d'offre qualificative de l'équipe et devient agent libre sans compensation. Le 9 octobre 2020, il signe un contrat de 1 an avec les Panthers de la Floride. Dix jours avant la date des échanges 2021, il est transigé aux Blackhawks en retour de l'attaquant Brad Morrison.

## Statistiques

### En club
| Saison     | Équipe                            | Ligue       |     | Saison régulière | Saison régulière | Saison régulière | Saison régulière | Saison régulière |   | Séries éliminatoires | Séries éliminatoires | Séries éliminatoires | Séries éliminatoires | Séries éliminatoires |
| Saison     | Équipe                            | Ligue       | PJ  | B                | A                | Pts              | Pun              | PJ               | B | A                    | Pts                  | Pun                  |                      |                      |
| 2010-2011  | Black Hawks de Waterloo           | USHL        | 50  | 8                | 14               | 22               | 36               | -                | - | -                    | -                    | -                    |                      |                      |
| 2011-2012  | Black Hawks de Waterloo           | USHL        | 55  | 20               | 24               | 44               | 56               | 1                | 0 | 0                    | 0                    | 0                    |                      |                      |
| 2012-2013  | Black Hawks de Waterloo           | USHL        | 46  | 25               | 35               | 60               | 14               | 5                | 4 | 3                    | 7                    | 8                    |                      |                      |
| 2013-2014  | Université Notre-Dame             | Hockey East | 34  | 8                | 24               | 32               | 4                | -                | - | -                    | -                    | -                    |                      |                      |
| 2014-2015  | Université Notre-Dame             | Hockey East | 42  | 11               | 33               | 44               | 48               | -                | - | -                    | -                    | -                    |                      |                      |
| 2014-2015  | IceHogs de Rockford               | LAH         | 5   | 0                | 2                | 2                | 0                | -                | - | -                    | -                    | -                    |                      |                      |
| 2015-2016  | IceHogs de Rockford               | LAH         | 66  | 18               | 33               | 51               | 24               | 3                | 0 | 0                    | 0                    | 2                    |                      |                      |
| 2015-2016  | Blackhawks de Chicago             | LNH         | 7   | 0                | 0                | 0                | 6                | -                | - | -                    | -                    | -                    |                      |                      |
| 2016-2017  | Blackhawks de Chicago             | LNH         | 49  | 6                | 8                | 14               | 17               | 1                | 0 | 0                    | 0                    | 0                    |                      |                      |
| 2016-2017  | IceHogs de Rockford               | LAH         | 15  | 3                | 4                | 7                | 4                | -                | - | -                    | -                    | -                    |                      |                      |
| 2017-2018  | IceHogs de Rockford               | LAH         | 23  | 9                | 13               | 22               | 8                | -                | - | -                    | -                    | -                    |                      |                      |
| 2017-2018  | Blackhawks de Chicago             | LNH         | 50  | 7                | 18               | 25               | 10               | -                | - | -                    | -                    | -                    |                      |                      |
| 2018-2019  | Coyotes de l'Arizona              | LNH         | 72  | 16               | 23               | 39               | 14               | -                | - | -                    | -                    | -                    |                      |                      |
| 2019-2020  | Coyotes de l'Arizona              | LNH         | 68  | 5                | 17               | 22               | 14               | 7                | 0 | 2                    | 2                    | 2                    |                      |                      |
| 2020-2021  | Panthers de la Floride            | LNH         | 9   | 0                | 0                | 0                | 0                | -                | - | -                    | -                    | -                    |                      |                      |
| 2020-2021  | Blackhawks de Chicago             | LNH         | 17  | 4                | 8                | 12               | 8                | -                | - | -                    | -                    | -                    |                      |                      |
| 2021-2022  | Sabres de Buffalo                 | LNH         | 62  | 13               | 12               | 25               | 24               | -                | - | -                    | -                    | -                    |                      |                      |
| 2022-2023  | Sabres de Buffalo                 | LNH         | 26  | 2                | 9                | 11               | 6                | -                | - | -                    | -                    | -                    |                      |                      |
| 2022-2023  | Americans de Rochester            | LAH         | 11  | 5                | 4                | 9                | 6                | -                | - | -                    | -                    | -                    |                      |                      |
| 2023-2024  | Penguins de Pittsburgh            | LNH         | 14  | 1                | 2                | 3                | 4                | -                | - | -                    | -                    | -                    |                      |                      |
| 2023-2024  | Penguins de Wilkes-Barre/Scranton | LAH         | 42  | 16               | 19               | 35               | 32               | 2                | 0 | 3                    | 3                    | 4                    |                      |                      |
| Totaux LNH | Totaux LNH                        | Totaux LNH  | 374 | 54               | 97               | 151              | 103              | 8                | 0 | 2                    | 2                    | 2                    |                      |                      |

### En équipe nationale
| Année | Équipe         | Compétition                 |   | PJ | B | A | Pts | Pun      |  | Résultat |
| 2014  | États-Unis U20 | Championnat du monde junior | 5 | 3  | 2 | 5 | 0   | 5e place |  |          |
| 2016  | États-Unis     | Championnat du monde        | 9 | 1  | 2 | 3 | 10  | 4e place |  |          |

## Trophées et honneurs personnels
- 2013-2014 : nommé dans l'équipe des recrues de Hockey East
- 2014-2015 : nommé dans la première équipe d'étoiles de Hockey East